# 蓋特機器人
《盖塔机器人》（日语：ゲッターロボ）是由永井豪與石川賢于1974年开始創作的漫畫，之後由東映動畫改編成電視動畫。全51話。

## 概要
蓋特機器人在機器人動畫中被歸類為合體機器人的始祖，由三架稱為「盖塔戰機（日语：ゲットマシン）」的飛機合體為「1號 - 空戰用」、「2號 - 陸戰地底用」、「3號 - 海中戰用」三種型態的機器人。這個概念也承繼於蓋特機器人的續作中。

## 故事簡介
原作漫畫版
在遠古時代，來自宇宙的蓋特線降臨至地面。早乙女研究所把這未知的能源視為新的資源加以開發。但也因為如此，畏懼著蓋特線的恐龍帝國把早乙女研究所視為必除的眼中釘。為了保住蓋特線也只有與恐龍帝國交戰了。於是早乙女博士開發了以爬蟲人類的弱點—蓋特線為動力來源的超級機器人。但也因動力過於強大根本沒人可以駕駛。早乙女博士找上了在全國空手道大會大鬧一場的空手道家的流龍馬、企圖引發革命而霸佔學園的學運家（恐怖份子）—神隼人，藉以對抗恐龍帝國。在經歷幾度的交戰之後柔道家—巴武藏也志願成為第三位蓋特機器人的駕駛員，無止盡的防衛戰就此揭開。
動畫版
早乙女研究所研發了宇宙開發用機器人—蓋特機器人。同時，過去在太古時期稱霸地面的爬蟲人類為了奪回地上的世界開始了侵略行動。然而蓋特機器人的動力來源，不明的宇宙放射線—蓋特線正是過去將爬蟲人類從地面驅趕至地底的元兇。為了阻止蓋特線的開發，恐龍帝國的帝王哥魯向早乙女研究所發起攻擊。在首戰中早乙女研究所就失去了蓋特機器人的原型機及駕駛員，早乙女研究所陷入空前危機。幸有三名來自淺間學園的高中生流龍馬、神隼人、巴武藏的協助。蓋特機器人臨時被改裝成戰鬥用機器人果敢地迎向恐龍帝國的魔掌。

## 主要角色

### 蓋特小隊
流龍馬（聲優：神谷明（日），黃志成（港））
其他譯名：偉雄（港）
神隼人（聲優：山田俊司（日），楊捷康（港））
其他譯名：俊英（港）
巴武藏（聲優：西尾德（日），戴偉光（港））
其他譯名：健武（港）

### 早乙女研究所
早乙女博士（聲優：富田耕生）
早乙女美智流（聲優：吉田理保子），黃小英（港））
早乙女元氣（聲優：菊池紘子）
早乙女達人（聲優：野田圭一）

### 恐龍帝國
帝王哥鲁（聲優：神弘無／內海賢二（超級機械人大戰系列））
巴特將軍（聲優：緒方賢一）
伽雷利長官（聲優：山田俊司）
大魔人由拉（由拉大帝）（聲優：矢田耕司）
恐龍帝國實際上的領導人。

## 主要登場機器

### 試作型蓋特機器人
可說是蓋特的練習機。機體整體顏色是白色。由早乙女達人及研究員搭乘。在合體變形的測試中遭到恐龍帝國突襲，機體被破壞。由於是宇宙開發用機器人並沒有搭配武器（在機器人大戰出場時，雖然威力較弱，仍然搭配了和蓋特機器人一樣的武器）。在分離為蓋特戰機時的名稱不明。

### 蓋特機器人
第一代的蓋特機器人。原本為宇宙開發用機器人，因為恐龍帝國的來襲緊急改造成戰鬥用。由飛鷹號、獵豹號、巨熊號三架蓋特戰機組合為超級機器人。依據不同的組合有蓋特1、蓋特2、蓋特3等三種型態。因為本來的駕駛員早乙女達人與試作型蓋特機器人一同戰死，駕駛員改由反射神經較為優越的龍馬和隼人（武藏是志願參加）。各個蓋特戰機在合體後，駕駛座的開口都會朝上。因此，在駕駛操作的視角：蓋特戰機是直接目視，蓋特機器人時是用攝影機間接目視。這個弱點也曾被恐龍帝國看穿，位於機器人頭部的攝影機遭到攻擊陷入危機。在這之後，駕駛座就改為在變形成蓋特機器人時駕駛座會自動移動到頭部。後來的蓋特機器人G則是駕駛座固定在頭部。另外，蓋特1、蓋特2、蓋特3都是由同樣的三架蓋特戰機組合而成，三種型態的機體重量應該都一樣重。不知為何，在設定上三種型態的蓋特機器人重量都個有落差。

在要切換型態時，駕駛員只要高喊「OPEN GET!」（分體）機體就會分離為蓋特戰機。除了用在切換型態，這個動作也用在閃躲敵方的攻擊。或者在蓋特機器人受困於敵人不能動彈時就緊急分離之後重新合體，藉以扭轉頹勢。分離合體是蓋特機器人最大的長處，但同時也是最大弱點。蓋特機器人在分離合體時的一瞬間是毫無防備的，這一瞬間一旦遭到攻擊就有致命的危險。

另外，並不一定要三人操縱。沒有駕駛員的蓋特戰機可以設定自動操作，也因此只有一名或兩名駕駛員也可以讓蓋特機器人出動。但是在這種情況下蓋特機器人無法完整的發揮實力，蓋特機器人只有在三人操縱時才能發揮其真正的價值。
蓋特1
飛鷹號構成頭部、獵豹號構成胸腹部及手腕、巨熊號構成腳部。此型態是蓋特機器人的基本型態也是最強的型態。也只有蓋特1能使用蓋特機器人最強的武器「蓋特光束」，其他尚有蓋特戰斧及蓋特手刀等格鬥用武裝。在原作版及OVA版還有蓋特機關槍及飛彈機關砲這類槍砲武器。臉部外形成六角形，臉上還有龜殼狀的鏡片（原作版的臉部和電視動畫版的略有差異，體格上原作版的身軀也較為粗胖。後來的OVA版也採用較接近原作版的外型。）在背部可放出披風形狀的蓋特飛翼，原作版及OVA的蓋特飛翼則是布狀的。在三種型態中只有蓋特1有飛行能力。全高38.0m、重量220t。
蓋特2
獵豹號構成頭部及手腕、巨熊號構成腹部、飛鷹號構成腳部。左手是鑽頭手臂，右手則是鏟土機。外形看起來就是作業開發用機器人。善於陸戰與地底戰。加速性能優越，可使出名為「蓋特幻影」類似忍者分身術的技巧。利用鑽頭手臂可潛入地中（但是比起蓋特2的尺寸鑽頭實在太小了，照理來說是沒辦法鑽入地中），利用鑽頭快速轉動可使出旋風鑽臂。鑽頭手臂本身可以像金剛飛拳一樣的射出。而在原作中的蓋特2曾有一次從眼睛一帶發射蓋特光束（蓋特1是從腹部發射蓋特光束，也就是說蓋特光束是由獵豹號發射的）。全高38.0m、重量200t
蓋特3
巨熊號構成頭部及手腕、飛鷹號構成胸腹部、獵豹號構成下半身的坦克。擁有善於在畸曲不平的地面行走以及在水中活動的履帶，以及自由伸縮的手臂。機械手掌出力強大善於格鬥近身的戰鬥。此型態可以將主要駕駛員—巴武藏的柔道絕技「大雪山崩落」完整重現，也唯有此型態可以發射「蓋特飛彈」。在OVA版，蓋特3下半身的獵豹號機頭可以發射機砲。全高20.0m、重量250t。

## 剧集列表
| 话数 | 原文標題 | 中文直译               |
| ---- | -------- | ---------------------- |
| 1    |          | 无敌！盖塔机器人出击   |
| 2    |          | 决战！三大机器恐龙     |
| 3    |          | 恐龙帝国彩虹作战       |
| 4    |          | 热血沸腾的南十字星     |
| 5    |          | 粉碎黑暗的盖塔队       |
| 6    |          | 恐龙！东京劫持作战     |
| 7    |          | 打击邪恶 突击喇叭      |
| 8    |          | 千钧一发！盖塔2        |
| 9    |          | 光荣的拉多拉队长       |
| 10   |          | 紧急降下！盖塔3出击    |
| 11   |          | 激突！钻头VS钻头       |
| 12   |          | 咆哮！不死身的乌鲁     |
| 13   |          | 决一胜负！大雪山龙卷风 |
| 14   |          | 赌在红色天空上的生命   |
| 15   |          | 献给悠子的叙事诗       |
| 16   |          | 追踪恐龙帝国之谜       |
| 17   |          | 被狙击的设计图         |
| 18   |          | 恐龙帝国的强人         |
| 19   |          | 流 最后的出击！        |
| 20   |          | 大空袭！突如其来的恐怖 |
| 21   |          | 来自美国的机器人       |
| 22   |          | 悲剧的盖塔Q            |
| 23   |          | 浅间山的大发明狂       |
| 24   |          | 攻击大要塞             |
| 25   |          | 合体！风速100米        |
| 26   |          | 帝王哥尔大喷火作战     |
| 27   |          | 大魔人尤拉的愤怒       |
| 28   |          | 袭击！地龙族三人众     |
| 29   |          | 洪水地狱的死鬥         |
| 30   |          | 不死鸟苏醒之时         |
| 31   |          | 危机！隼人雄起         |
| 32   |          | 恐怖！红色雾的陷阱     |
| 33   |          | 向没有止境的天空宣誓   |
| 34   |          | 女龙战士Yonke的眼泪    |
| 35   |          | 武藏！男人的无奈       |
| 36   |          | 要塞击灭！特洛伊作战   |
| 37   |          | 恶之指令！狙击博士     |
| 38   |          | 从魔之海脱出           |
| 39   |          | 将悲伤送往流星的彼方   |
| 40   |          | 日本列岛冻结作战！     |
| 41   |          | 无形的恐龙空中轰炸队   |
| 42   |          | 夺取通往北极的道路     |
| 43   |          | 被夺走的盖塔机器人     |
| 44   |          | 武藏！愤怒的海底       |
| 45   |          | 脱出！宇宙的墓场       |
| 46   |          | 恐怖冰龙族的侵略       |
| 47   |          | 帝王哥尔在地上出现！   |
| 48   |          | 突入岩浆的恐龙帝国     |
| 49   |          | 大爆发！粉碎恐龙帝国   |
| 50   |          | 帝王哥尔决死的猛反击   |
| 51   |          | 恐龙帝国的灭亡之日     |

## 主題曲
片頭曲
- ゲッターロボ!

作詞：永井豪／作曲・編曲：菊池俊輔／歌：佐佐木功 
片尾曲
- 合体!ゲッターロボ

作詞：和泉高志／作曲・編曲：菊池俊輔／歌：佐佐木功 、音羽搖籠會

## 工作人員
- 原作：永井豪、石川賢
- 企画：別所考治、勝田稔男
- 製作監督：大野清
- 音樂：菊池俊輔
- 原画：金田伊功他
- 撮影：町田賢樹、平尾三喜、高橋宏固、武井利晴、細田民男、目黒宏、緒方範生、片山幸男、藤橋秀行、菅谷信行、金田顕一、佐藤隆郎
- 編集：古村均、松原千佳子、町田孝子、鳥羽亮一、本山収、田中修、神原直美
- 錄音：波多野勲
- 效果：石田サウンドプロ
- 選曲：宮下滋
- 製作人員：岸本松司、松浦錠平、井上ふみ子、飯岡真理子、的場節代、社方徹夫、西村哲一、井内秀治、成川裕子、桜井利行、山田美裕、柳井純、坂本巌、猪狩肇、宮合秀武、佐藤しげ子、多田康之、片岡修二、竹澤裕美子
- 美術設計：辻忠直
- 美術：辻忠直、福本智雄、伊藤岩光、下川忠海、秦秀信、遠藤重義
- 機械設計：小松原一男
- 制作：富士電視台 、東映動畫